# (2378) Pannekoek
(2378) Pannekoek ist ein Asteroid des Hauptgürtels, der am 13. Februar 1935 vom niederländischen Astronomen Hendrik van Gent in Johannesburg entdeckt wurde.
Der Asteroid trägt den Namen des niederländischen Astronomen und marxistischen Theoretikers Anton Pannekoek.